# Jugendwettkämpfe der Freundschaft/Badminton
Jugendwettkämpfe der Freundschaft im Badminton fanden erstmals 1974 statt. Bei der ersten Ausrichtung wurden nur die Einzeldisziplinen ausgetragen, ab der zweiten Austragung kam auch ein Mannschaftswettbewerb hinzu.

## Austragungsorte
| Jahr | Nr. | Ort           | Land             |
| ---- | --- | ------------- | ---------------- |
| 1974 | 1   | Hoyerswerda   | DDR              |
| 1976 | 2   | Sofia         | Bulgarien        |
| 1977 | 3   | Hatvan        | Ungarn           |
| 1978 | 4   | Břeclav       | Tschechoslowakei |
| 1979 | 5   | Wrocław       | Polen            |
| 1980 | 6   | Greifswald    | DDR              |
| 1982 | 7   |               |                  |
| 1983 | 8   | Český Krumlov | Tschechoslowakei |
| 1984 | 9   |               |                  |
| 1985 | 10  | Moskau        | UdSSR            |
| 1986 | 11  |               |                  |
| 1987 | 12  | Greifswald    | DDR              |

## Sieger
| Jahr | Herreneinzel    | Dameneinzel       | Herrendoppel                    | Damendoppel                     | Mixed                          | Mannschaft       |
| ---- | --------------- | ----------------- | ------------------------------- | ------------------------------- | ------------------------------ | ---------------- |
| 1974 | Karel Lakomý    | Astrit Schreiber  |                                 |                                 |                                | -                |
| 1976 | Matthias Röder  | Christine Ober    |                                 |                                 |                                | DDR              |
| 1977 | Michal Malý     | Christine Ober    |                                 |                                 |                                | Tschechoslowakei |
| 1978 | Juraj Lenárt    | Ilona Michalowsky |                                 |                                 |                                | Tschechoslowakei |
| 1979 | Fred Fiebig     | Petra Michalowsky |                                 |                                 |                                | DDR              |
| 1980 | Oleg Okunev     | Olga Kovaleva     | Sergey Utenkov Nikolai Voronkov | Birgit Kämmer Petra Michalowsky | Thomas Mundt Petra Michalowsky | DDR              |
| 1983 | Igor Marmer     | Viktoria Pron     | nicht ausgetragen               | nicht ausgetragen               | nicht ausgetragen              | UdSSR            |
| 1984 | Andrei Antropow |                   |                                 |                                 |                                |                  |
| 1985 | Andrei Antropow | Natalja Ivanova   | Andrei Antropow David Kaviladze | Natalja Ivanova Tatjana Volchek | nicht ausgetragen              | UdSSR            |
| 1987 | Mikhail Korshuk | Natalja Ivanova   | nicht ausgetragen               | nicht ausgetragen               | nicht ausgetragen              | UdSSR            |